# Економіка Білорусі
Білорусь — індустріально-аграрна країна. Основні галузі економіки: тракторна, металообробна, машинобудівна, торфорозробна, велосипедна, нафтопереробна, виробництво добрив, телевізійна. Основний транспорт — залізничний, автомобільний, річковий. Повітряний транспорт розвинений відносно слабко; найбільший аеропорт країни розташований поблизу Мінська.
За даними [Index of Economic Freedom, The Heritage Foundation, U.S.A., 2001]: ВВП — $ 22,5 млрд Темп зростання ВВП — 8,3 %. ВВП на душу населення — $2198. Прямі іноземні інвестиції — $ 31,4 млн. Імпорт (г.ч. рідке паливо, природний газ, промислова сировина, текстиль, цукор) — $ 15,8 млрд (г.ч. Росія — 53 %; Україна — 11 %; Німеччина — 8 %; Польща — 3 %; Литва — 2 %). Експорт (г.ч. продукція машинобудування, хімікати, продовольство) — $ 13,9 млрд (г.ч. Росія — 65,5 %; Україна — 5,8 %; Польща — 2,5 %; Литва — 2,2 %).

## Промисловість і сільське господарство

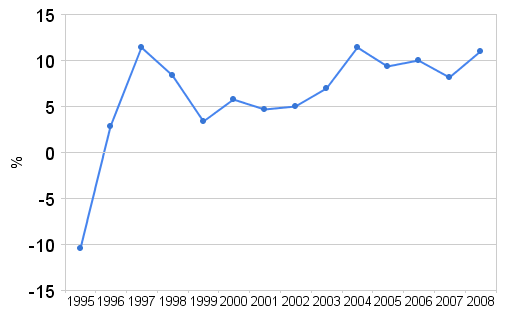
Динаміка змін ВВП Білорусі, 1995—2008 рр.

У структурі ВВП у 2001 р. промисловість становить 27,7 %; сільське господарство — 8,9 %; транспорт і телекомунікації — 11,3 %; торгівля і послуги — 9,7 %. Мінськ — найбільший промисловий центр Білорусі. Тут випускається 1/4 всієї промислової продукції країни. Іншими великими промисловими центрами є Гомель (сільськогосподарське устаткування й кабелі), Могильов (електроніка і штучне волокно), Бобруйськ (шини), Берестя (електроніка, вовняні тканини і споживчі товари тривалого користування), Гродно (продукція хімічної промисловості, текстиль), Полоцьк (штучне волокно і продукти нафтохімії). Видобуток калійних солей здійснюється на Поліссі.

## Енергетика
На початку XXI ст. Білорусь має труднощі з енергозабезпеченням. Білоруський уряд звернувся до Росії за допомогою, пропонуючи концесії в промисловості і військовій сфері в обмін на постачання дешевої нафти і природного газу. На період до 2010 р. паливно-енергетичному комплексу Білорусі необхідні інвестиції в розмірі понад 7 млрд дол. З цієї суми 3,9 млрд дол. необхідно направити в електроенергетику, 1,7 млрд — на забезпечення країни природним газом, 1,6 млрд дол. — на постачання нафтопродуктів і 2,8 млрд дол. — на розвиток нетрадиційних джерел енергії.
Див. Білорусько-російський газовий конфлікт 2010 року

## Сучасні тенденції

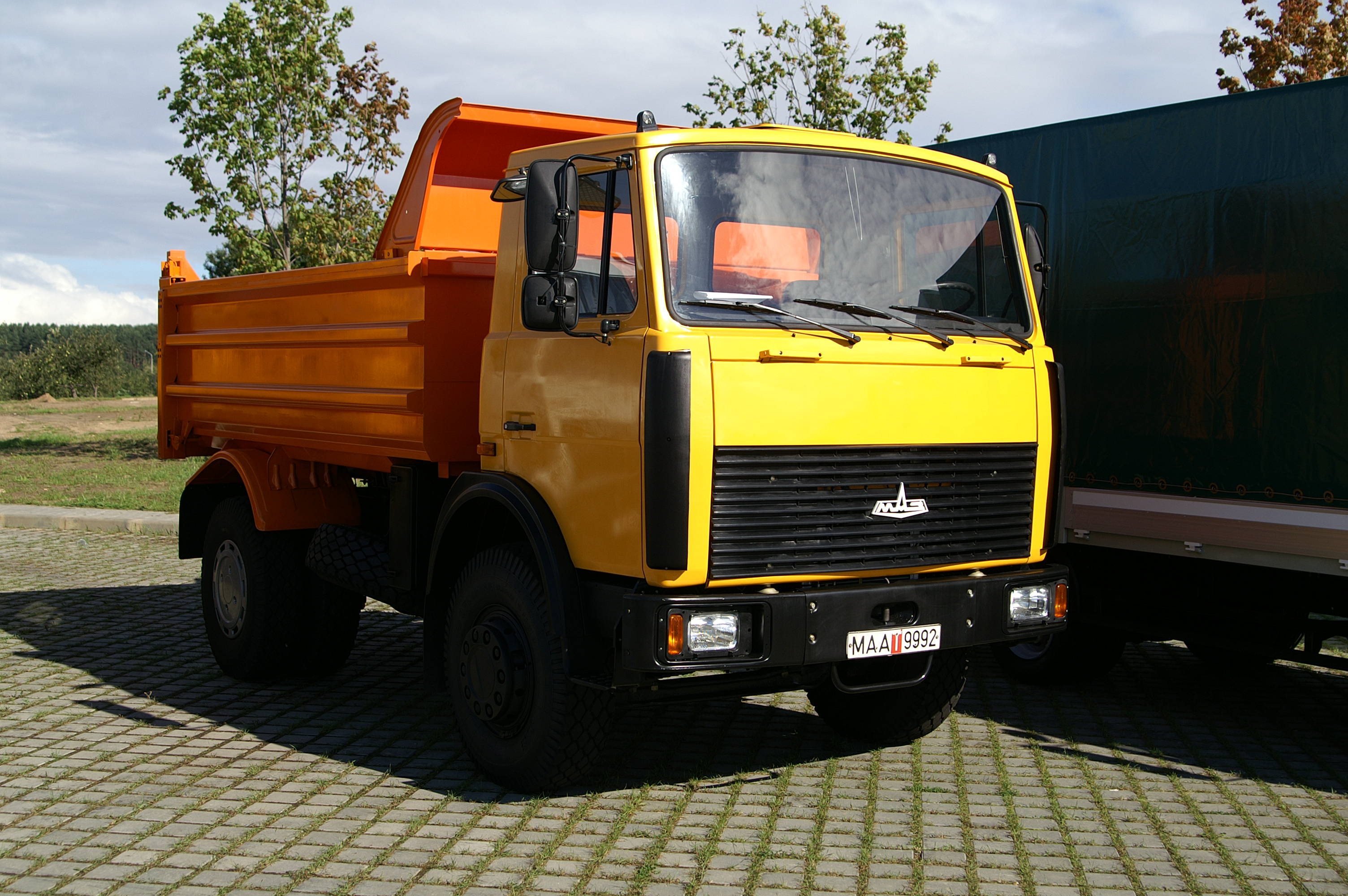
МАЗ-5551

В останні роки в республіці спостерігається стійке економічне зростання: ріст ВВП у 1999 р. — 3 %, у 2000 р. — 6 %. З метою проведення валютної стабілізації в 2000 році був установлений єдиний курс на всіх сегментах валютного ринку.
За даними Мінстату ріст ВВП Білорусі в 2006 р. досяг 9,9 %, інфляція склала 6,6 %, зростання промислового виробництва 11,3 %, ріст інвестицій в основний капітал — 31,4 %. ВВП на душу населення (по паритету купівельної спроможності) склав 7800 доларів, що є одним з найкращих показників на території колишнього Радянського Союзу. Експерти пов'язують зростання економіки в першу чергу з дешевою вартістю російських енергоносіїв для Білорусі, які, після останньої російсько-білоруської газової війни 2006 року, значно піднялися.
Білорусь входить до єдиного митного простору з Росією.
У Республіці Білорусь створені 4 вільні економічні зони (ВЕЗ «Мінськ», ВЕЗ «Берестя», ВЕЗ «Вітебськ», ВЕЗ «Гомель-Ратон») з ліберальними умовами господарювання у вигляді податкових пільг: звільнення від податку на прибуток на 5 років, фіксований перелік податків, податок на прибуток і доходи — 15 % (по країні — 25 %), податок на додану вартість — 10 % (по країні — 20 %); пільгового митного режиму: мито і заходи економічної політики не поширюються на товари, що ввозяться на територію зони з-за кордону; при вивозі продукції власного виробництва резидентів ВЕЗ за межі Республіки Білорусь мито та митні платежі не стягуються, також не встановлюються квоти і не вводиться ліцензування.
Після розширення Європейського союзу ВЕЗ «Берестя» розташована безпосередньо на кордоні ЄС.
У 2005 р. товарообіг Білорусі з Україною становив $1801,7 млн і порівняно з 2004 р., збільшився на 66,1 %; експорт Білорусі в Україну торік сягнув $907,8 млн (збільшився на 68,2 %), імпорт — $893,9 млн (зріс на 64,0 %). Очікується, що у 2006 р. товарообіг між Україною і Білоруссю перевищить $2 млрд. Загальний обсяг зовнішньої торгівлі Республіки Білорусь у 2005 р. склав $32,7 млрд, при цьому майже 6 % у його структурі припадає на Україну.